# Persone di nome Marc
| Questa pagina contiene informazioni ricavate automaticamente dalle voci biografiche con l'ausilio del template Bio e di un bot. L'aggiornamento è periodico e automatico e ricostruisce completamente la pagina. Se manca una persona in questa lista, sei pregato di non aggiungerla, ma accertati piuttosto che la sua voce biografica contenga il template Bio e che i dati anagrafici siano correttamente compilati. Se il template Bio manca, inseriscilo tu stesso o, in alternativa, metti l'avviso {{tmp\|Bio}} che ne segnala la mancanza. Se i dati riportati sono sbagliati, correggi direttamente la voce biografica; le modifiche saranno visibili in questa lista entro pochi giorni. Per chiarimenti vedi il progetto antroponimi. La lista contiene solo le 410 persone che sono citate nell'enciclopedia e per le quali è stato implementato correttamente il template Bio. Pagina aggiornata al 22 lug 2025. |

Questa è una lista di persone presenti nell'enciclopedia che hanno il nome Marc, suddivise per attività principale.

## Allenatori di calcio(7)
- Marc Bircham, allenatore di calcio e ex calciatore inglese (Londra, n. 1978)
- Marc Brys, allenatore di calcio e ex calciatore belga (Anversa, n. 1962)
- Marc Collat, allenatore di calcio e ex calciatore francese (Fort-de-France, n. 1950)
- Marc Dos Santos, allenatore di calcio canadese (Montréal, n. 1977)
- Marc Ounemoa, allenatore di calcio e ex calciatore francese (n. 1973)
- Marc Pedersen, allenatore di calcio e ex calciatore danese (Give, n. 1989)
- Marc Schneider, allenatore di calcio e ex calciatore svizzero (Thun, n. 1980)

## Allenatori di calcio a 5(1)
- Marc Carmona, allenatore di calcio a 5 e ex giocatore di calcio a 5 spagnolo (Barcellona, n. 1964)

## Allenatori di football americano(2)
- Marc Mattioli, allenatore di football americano statunitense (Roswell)
- Marc Trestman, allenatore di football americano statunitense (Minneapolis, n. 1956)

## Allenatori di hockey su ghiaccio(1)
- Marc Crawford, allenatore di hockey su ghiaccio e ex hockeista su ghiaccio canadese (Belleville, n. 1961)

## Allenatori di tennis(2)
- Marc Gicquel, allenatore di tennis e ex tennista francese (Tunisi, n. 1977)
- Marc López, allenatore di tennis e ex tennista spagnolo (Barcellona, n. 1982)

## Ammiragli(1)
- Marc Mitscher, ammiraglio statunitense (Hillsboro, n. 1887 - Norfolk, † 1947)

## Animatori(1)
- Marc du Pontavice, animatore, produttore cinematografico e imprenditore francese (Parigi, n. 1963)

## Antropologi(2)
- Marc Abélès, antropologo francese (n. 1950)
- Marc Augé, antropologo, etnologo e scrittore francese (Poitiers, n. 1935 - Poitiers, † 2023)

## Arbitri di calcio(2)
- Marc Batta, ex arbitro di calcio francese (Marsiglia, n. 1953)
- Marc Bollengier, arbitro di calcio francese (n. 1991)

## Archeologi(1)
- Aurel Stein, archeologo britannico (Budapest, n. 1862 - Kabul, † 1943)

## Architetti(1)
- Marc Mimram, architetto francese (Parigi, n. 1955)

## Artisti(2)
- Marc Lee, artista svizzero (Knutwil, n. 1969)
- Marc Quinn, artista britannico (Londra, n. 1964)

## Assassini seriali(1)
- Marc Dutroux, serial killer belga (Ixelles, n. 1956)

## Astisti(1)
- Marc Wright, astista statunitense (Chicago, n. 1890 - Reading, † 1975)

## Astronauti(1)
- Marc Garneau, astronauta e politico canadese (Québec, n. 1949 - Montréal, † 2025)

## Astronomi(2)
- Marc Aaronson, astronomo statunitense (Los Angeles, n. 1950 - Tucson, † 1987)
- Marc W. Buie, astronomo statunitense (n. 1958)

## Attori(35)
- Marc Anthony Samuel, attore statunitense
- Marc Cassot, attore e doppiatore francese (Parigi, n. 1923 - Parigi, † 2016)
- Marc Cavell, attore e cantante statunitense (New York, n. 1939 - Los Angeles, † 2004)
- Marc Clotet, attore spagnolo (Barcellona, n. 1980)
- Marc Copage, attore statunitense (Los Angeles, n. 1962)
- Marc Di Napoli, attore cinematografico e pittore francese (Parigi, n. 1953)
- Marc Donato, attore canadese (Toronto, n. 1989)
- Marc Duret, attore e doppiatore francese (Nizza, n. 1957)
- Marc Elliott, attore britannico (Stratford-upon-Avon, n. 1979)
- Marc Fraize, attore e comico francese (Parigi, n. 1974)
- Marc Hollogne, attore, regista teatrale e compositore belga (n. 1961 - † 2025)
- Marc Evan Jackson, attore, doppiatore e comico statunitense (Buffalo, n. 1970)
- Marc John Jefferies, attore e doppiatore statunitense (New York, n. 1990)
- Marc de Jonge, attore francese (Nancy, n. 1949 - Parigi, † 1996)
- Marc Kudisch, attore statunitense (Hackensack, n. 1966)
- Marc Lavoine, attore e cantante francese (Longjumeau, n. 1962)
- Marc Lawrence, attore e regista statunitense (New York, n. 1910 - Palm Springs, † 2005)
- Marc Macaulay, attore statunitense (Millinocket, n. 1957)
- Marc Mazza, attore francese (Parigi, n. 1938)
- Marc McClure, attore statunitense (San Mateo, n. 1957)
- Marc McDermott, attore australiano (Goulburn, n. 1881 - Glendale, † 1929)
- Marc Menchaca, attore statunitense (Stati Uniti, n. 1975)
- Marc Michel, attore svizzero (Basse-Terre, n. 1929 - Dreux, † 2016)
- Marc Musso, attore statunitense (Rockwall, n. 1995)
- Marc Parejo, attore e cantante spagnolo (Barcellona, n. 1981)
- Marc Pickering, attore britannico (Kingston upon Hull, n. 1985)
- Marc Porel, attore francese (Losanna, n. 1949 - Casablanca, † 1983)
- Marc Price, attore statunitense (New Jersey, n. 1968)
- Marc Rissmann, attore tedesco (Berlino, n. 1980)
- Marc Robinson, attore indiano (n. 1964)
- Marc Senter, attore statunitense
- Marc Singer, attore statunitense (Vancouver, n. 1948)
- Marc Tainon, attore italiano (Milano, n. 1993)
- Marc Vann, attore statunitense (Norfolk, n. 1954)
- Marc Warren, attore britannico (Northampton, n. 1967)

## Attori teatrali(1)
- Marc Antolin, attore teatrale gallese (n. 1987)

## Autori di giochi(1)
- Marc Miller, autore di giochi statunitense (n. 1947)

## Avvocati(5)
- Marc Forné Molné, avvocato e politico andorrano (Andorra la Vella, n. 1946)
- Marc Antoine de Granet, avvocato e politico francese (Brignoles, n. 1741 - Saint-Germain-en-Laye, † 1827)
- Marc Hodler, avvocato e dirigente sportivo svizzero (Berna, n. 1918 - Berna, † 2006)
- Marc Uyttendaele, avvocato belga (n. 1961)
- Marc Verwilghen, avvocato e politico belga (Dendermonde, n. 1952)

## Batteristi(1)
- Marky Ramone, batterista statunitense (New York, n. 1956)

## Biologi(1)
- Marc Herlant, biologo belga (n. 1907 - † 1986)

## Bizantinisti(1)
- Marc Lauxtermann, bizantinista e filologo olandese (Amsterdam, n. 1960)

## Bobbisti(2)
- Marc Kühne, bobbista tedesco (Halle, n. 1976)
- Marc Rademacher, bobbista tedesco (Monaco di Baviera, n. 1990)

## Canottieri(1)
- Marc Detton, canottiere francese (Thorigny-sur-Marne, n. 1901 - Parigi, † 1977)

## Cantanti(5)
- Marc Costanzo, cantante canadese (Montréal, n. 1972)
- Marc Dupré, cantante canadese (Terrebonne, n. 1973)
- Marc Pircher, cantante e fisarmonicista austriaco (Salisburgo, n. 1978)
- Marc Storace, cantante maltese (Sliema, n. 1951)
- Marc Terenzi, cantante statunitense (Natick, n. 1978)

## Cantautori(2)
- Marc E. Bassy, cantautore statunitense (San Francisco, n. 1987)
- Marc Cohn, cantautore statunitense (Cleveland, n. 1959)

## Cardinali(1)
- Marc Ouellet, cardinale, arcivescovo cattolico e teologo canadese (La Motte, n. 1944)

## Cavalieri(1)
- Marc Houtzager, cavaliere olandese (Rouveen, n. 1971)

## Cestisti(19)
- Marc Blanch, cestista spagnolo (Barcellona, n. 1982)
- T.J. Carter, ex cestista statunitense (Mechanicsville, n. 1985)
- Marc Deheneffe, ex cestista, dirigente sportivo e politico belga (Uccle, n. 1961)
- Marc Fernández, ex cestista spagnolo (El Masnou, n. 1987)
- Marc García Antonell, cestista spagnolo (Manresa, n. 1996)
- Marc Jackson, ex cestista statunitense (Filadelfia, n. 1975)
- Marc Judith, ex cestista francese (Saint-Claude, n. 1987)
- Marc Khoueiry, cestista libanese (Beirut, n. 2001)
- Marc Liyanage, cestista tedesco (Amburgo, n. 1990)
- Marc Loving, cestista statunitense (Toledo, n. 1994)
- Marc Martí Roig, cestista spagnolo (Lleida, n. 1997)
- Marc M'Bahia, ex cestista ivoriano (Abidjan, n. 1969)
- Marc Peirone, cestista francese (Nizza, n. 1926 - Cagnes-sur-Mer, † 2013)
- Marc Peñarroya, cestista spagnolo (Manresa, n. 2002)
- Marc Quiblier, cestista francese (Parigi, n. 1925 - Fougères, † 1996)
- Marc Salyers, ex cestista e allenatore di pallacanestro statunitense (Chicago, n. 1979)
- Marc Silvert, ex cestista e allenatore di pallacanestro francese (Vitry-en-Artois, n. 1954)
- Marc Suhr, ex cestista tedesco (Colonia, n. 1969)
- Marc Trasolini, ex cestista canadese (Vancouver, n. 1990)

## Chimici(1)
- Marc Delafontaine, chimico svizzero (Céligny, n. 1837 - † 1911)

## Chitarristi(5)
- Marc Bonilla, chitarrista e compositore statunitense (Oakland, n. 1955)
- Marc Ferrari, chitarrista statunitense (Boston, n. 1962)
- Marc Ford, chitarrista, cantante e compositore statunitense (Los Angeles, n. 1966)
- Marc Ribot, chitarrista statunitense (Newark, n. 1954)
- Marc Rizzo, chitarrista statunitense (Carlstadt, n. 1977)

## Ciclisti su strada(11)
- Marc Brustenga, ciclista su strada spagnolo (Santa Eulàlia de Ronçana, n. 1999)
- Marc Demeyer, ciclista su strada belga (Avelgem, n. 1950 - Merelbeke, † 1982)
- Marc Fournier, ex ciclista su strada francese (Alençon, n. 1994)
- Marc Gomez, ex ciclista su strada francese (Rennes, n. 1954)
- Marc Goos, ex ciclista su strada olandese (Breda, n. 1990)
- Marc Hirschi, ciclista su strada e pistard svizzero (Berna, n. 1998)
- Marc Lotz, ex ciclista su strada olandese (Valkenburg aan de Geul, n. 1973)
- Marc de Maar, ex ciclista su strada olandese (Assen, n. 1984)
- Marc Sarreau, ex ciclista su strada francese (Vierzon, n. 1993)
- Marc Soler, ciclista su strada spagnolo (Vilanova i la Geltrú, n. 1993)
- Marc Streel, ex ciclista su strada belga (Waremme, n. 1971)

## Compositori(5)
- Cerrone, compositore e produttore discografico francese (Vitry-sur-Seine, n. 1952)
- Marc-Antoine Désaugiers, compositore francese (Fréjus, n. 1739 - Parigi, † 1793)
- Marc Mellits, compositore e musicista statunitense (Baltimora, n. 1966)
- Marc Shaiman, compositore statunitense (Newark, n. 1959)
- Marc Streitenfeld, compositore tedesco (Monaco di Baviera, n. 1974)

## Conduttori televisivi(2)
- Marc Gilbert, conduttore televisivo, critico letterario e giornalista francese (Strasburgo, n. 1934 - Étretat, † 1982)
- Marc Priestley, conduttore televisivo britannico (Bromley, n. 1976)

## Contrabbassisti(1)
- Marc Johnson, contrabbassista e compositore statunitense (Omaha, n. 1953)

## Danzatori(2)
- Marc Moreau, ballerino francese (n. 1986)
- Marc Platt, ballerino, coreografo e attore statunitense (Pasadena, n. 1913 - San Rafael, † 2014)

## Designer(2)
- Marc Brickman, designer statunitense (Filadelfia, n. 1953)
- Marc Newson, designer australiano (Sydney, n. 1963)

## Diplomatici(1)
- Marc Otte, diplomatico belga (Bruxelles, n. 1947)

## Direttori d'orchestra(2)
- Marc Albrecht, direttore d'orchestra tedesco (Hannover, n. 1964)
- Marc Minkowski, direttore d'orchestra e fagottista francese (Parigi, n. 1962)

## Dirigenti d'azienda(1)
- Marc Bitzer, dirigente d'azienda tedesco (Balingen, n. 1965)

## Dirigenti sportivi(8)
- Marc Gasol, dirigente sportivo e ex cestista spagnolo (Barcellona, n. 1985)
- Marc Keller, dirigente sportivo e ex calciatore francese (Colmar, n. 1968)
- Marc Kienle, dirigente sportivo, allenatore di calcio e ex calciatore tedesco (Ruit auf den Fildern, n. 1972)
- Marc Madiot, dirigente sportivo, ex ciclista su strada e ciclocrossista francese (Renazé, n. 1959)
- Marc Overmars, dirigente sportivo e ex calciatore olandese (Emst, n. 1973)
- Marc Sergeant, dirigente sportivo e ex ciclista su strada belga (Aalst, n. 1959)
- Marc Wauters, dirigente sportivo e ex ciclista su strada belga (Hasselt, n. 1969)
- Marc Wilmots, dirigente sportivo, allenatore di calcio e ex calciatore belga (Dongelberg, n. 1969)

## Disc jockey(3)
- Marc Acardipane, disc jockey e produttore discografico tedesco (Francoforte sul Meno, n. 1969)
- Remady, disc jockey e produttore discografico svizzero (n. 1977)
- Tee Scott, disc jockey e produttore discografico statunitense (New York, n. 1948 - † 1995)

## Disegnatori(1)
- Marc Davis, disegnatore statunitense (Bakersfield, n. 1913 - Glendale, † 2000)

## Doppiatori(2)
- Marc Silk, doppiatore britannico (Solihull, n. 1972)
- Marc Stachel, doppiatore tedesco (Stoccarda, n. 1972)

## Drammaturghi(2)
- Marc Camoletti, commediografo e regista francese (Ginevra, n. 1923 - Benerville-sur-Mer, † 2003)
- Marc Connelly, drammaturgo e attore statunitense (McKeesport, n. 1890 - New York, † 1980)

## Economisti(1)
- Marc Nerlove, economista e statistico statunitense (Chicago, n. 1933 - Chicago, † 2024)

## Esperantisti(1)
- Marc Bavant, esperantista e linguista francese (n. 1957)

## Filosofi(3)
- Marc Crépon, filosofo francese (Decize, n. 1962)
- Marc Richir, filosofo belga (Charleroi, n. 1943 - Avignone, † 2015)
- Marc Shapiro, filosofo e teologo statunitense (n. 1966)

## Fisarmonicisti(2)
- Marc Perrone, fisarmonicista e cantautore francese (Villejuif, n. 1951)
- Marc Savoy, fisarmonicista, violinista e cantante statunitense (Eunice, n. 1940)

## Fisici(1)
- Marc Mézard, fisico francese (Aurillac, n. 1957)

## Fotografi(1)
- Marc Riboud, fotografo e fotoreporter francese (Saint-Genis-Laval, n. 1923 - Parigi, † 2016)

## Fumettisti(3)
- Marc Moallic, fumettista, sceneggiatore e illustratore francese (Lorient, n. 1907 - Saint-Mandrier-sur-Mer, † 2004)
- Marc Silvestri, fumettista e editore statunitense (Palm Beach, n. 1959)
- Marc Sleen, fumettista belga (Gand, n. 1922 - Hoeilaart, † 2016)

## Generali(1)
- Marc René de Montalembert, generale, architetto e scrittore francese (Angoulême, n. 1714 - Parigi, † 1800)

## Giocatori di badminton(1)
- Marc Zwiebler, giocatore di badminton tedesco (Bonn, n. 1984)

## Giocatori di calcio a 5(3)
- Marc Maes, ex giocatore di calcio a 5 belga (n. 1965)
- Marc Penders, ex giocatore di calcio a 5 belga (n. 1966)
- Marc Tolrà, giocatore di calcio a 5 spagnolo (Barcellona, n. 1991)

## Giocatori di curling(2)
- Marc Kennedy, giocatore di curling canadese (Saint Albert, n. 1982)
- Marc Zardini, giocatore di curling svizzero (Porrentruy, n. 1993)

## Giocatori di football americano(5)
- Marc Biedenkapp, ex giocatore di football americano tedesco (Wangen im Allgäu, n. 1980)
- Marc Bulger, ex giocatore di football americano statunitense (Pittsburgh, n. 1977)
- Marc Colombo, ex giocatore di football americano statunitense (Bridgewater, n. 1978)
- Marc Logan, ex giocatore di football americano statunitense (Lexington, n. 1965)
- Marc Wilson, ex giocatore di football americano statunitense (Bremerton, n. 1957)

## Giornalisti(3)
- Marc Innaro, giornalista italiano (Napoli, n. 1961)
- Marc Sangnier, giornalista e politico francese (Parigi, n. 1873 - † 1950)
- Marc Danval, giornalista, scrittore e critico musicale belga (Ixelles, n. 1937 - † 2022)

## Glottoteti(1)
- Marc Okrand, glottoteta statunitense (Los Angeles, n. 1948)

## Hockeisti su ghiaccio(6)
- Marc Dufour, hockeista su ghiaccio canadese (Trois-Rivières, n. 1941 - Trois-Rivières, † 2015)
- Marc Gautschi, ex hockeista su ghiaccio svizzero (n. 1982)
- Marc Grieder, ex hockeista su ghiaccio, allenatore di hockey su ghiaccio e dirigente sportivo svizzero (Basilea, n. 1984)
- Marc Reichert, ex hockeista su ghiaccio svizzero (Seftigen, n. 1980)
- Marc Schulthess, ex hockeista su ghiaccio svizzero (n. 1986)
- Marc Staal, hockeista su ghiaccio canadese (Thunder Bay, n. 1987)

## Hockeisti su pista(3)
- Marc Coy, hockeista su pista spagnolo (Cerdanyola del Vallès, n. 1987)
- Marc Grau, hockeista su pista spagnolo (Lloret de Mar, n. 1995)
- Marc Gual, hockeista su pista e allenatore di hockey su pista spagnolo (Sant Sadurní d'Anoia, n. 1980)

## Imprenditori(1)
- Marc Benioff, imprenditore statunitense (San Francisco, n. 1964)

## Informatici(1)
- Marc Andreessen, informatico e imprenditore statunitense (Cedar Falls, n. 1971)

## Ingegneri(3)
- Marc Isambard Brunel, ingegnere francese (Hacqueville, n. 1769 - Londra, † 1849)
- Marc Seguin, ingegnere francese (Annonay, n. 1786 - Annonay, † 1875)
- Marc Tarpenning, ingegnere e imprenditore statunitense (Sacramento, n. 1964)

## Judoka(1)
- Marc Alexandre, ex judoka francese (Parigi, n. 1959)

## Linguisti(1)
- Marc van Oostendorp, linguista e esperantista olandese (Rotterdam, n. 1967)

## Magistrati(2)
- Marc Bossuyt, magistrato e docente belga (Gand, n. 1944)
- Marc Perrin de Brichambaut, giudice francese (Rabat, n. 1948)

## Modelli(1)
- Marc Menard, modello e attore canadese (Québec, n. 1975)

## Musicisti(2)
- Her Space Holiday, musicista statunitense
- Marc Moulin, musicista e giornalista belga (Ixelles, n. 1942 - Ixelles, † 2008)

## Musicologi(1)
- Marc Pincherle, musicologo francese (Costantina, n. 1888 - Parigi, † 1974)

## Nuotatori(1)
- Marc Dansou, ex nuotatore beninese (Parigi, n. 1983)

## Oculisti(1)
- Marc Amsler, oculista svizzero (Vevey, n. 1891 - Sierre, † 1968)

## Orientisti(1)
- Marc Lauenstein, orientista svizzero (Corcelles-Cormondrèche, n. 1980)

## Ornitologi(1)
- Marc Athanase Parfait Œillet Des Murs, ornitologo francese (n. 1804 - † 1894)

## Pallanuotisti(1)
- Marc Minguell, ex pallanuotista spagnolo (Barcellona, n. 1985)

## Pattinatori di short track(1)
- Marc Gagnon, ex pattinatore di short track canadese (Chicoutimi, n. 1975)

## Personaggi televisivi(1)
- Marc Christian, personaggio televisivo statunitense (Hollywood, n. 1953 - Burbank, † 2009)

## Pianisti(1)
- Marc Raubenheimer, pianista sudafricano (Durban, n. 1952 - Madrid, † 1983)

## Piloti automobilistici(3)
- Marc Hynes, pilota automobilistico britannico (Guildford, n. 1978)
- Marc Lieb, pilota automobilistico tedesco (Stoccarda, n. 1980)
- Marc Surer, pilota di Formula 1 e conduttore televisivo svizzero (Arisdorf, n. 1951)

## Piloti di rally(2)
- Marc Duez, pilota di rally e pilota automobilistico belga (Verviers, n. 1957)
- Marc Martí Moreno, copilota di rally spagnolo (Molins de Rei, n. 1966)

## Piloti motociclistici(4)
- Marc Coma, pilota motociclistico e copilota di rally spagnolo (Avià, n. 1976)
- Marc Garcia, pilota motociclistico francese (Marsiglia, n. 1967)
- Marc García, pilota motociclistico spagnolo (Terrassa, n. 1999)
- Marc Márquez, pilota motociclistico spagnolo (Cervera, n. 1993)

## Pistard(2)
- Marc Jurczyk, pistard tedesco (Böblingen, n. 1996)
- Marc Ryan, pistard neozelandese (Timaru, n. 1982)

## Pittori(4)
- Marc Chagall, pittore russo (Lëzna, n. 1887 - Saint-Paul-de-Vence, † 1985)
- Charles Gleyre, pittore svizzero (Chevilly, n. 1806 - Parigi, † 1874)
- Marc Sardelli, pittore, disegnatore e incisore italiano (Livorno, n. 1930)
- Benjamin Vautier, pittore, docente e illustratore svizzero (Morges, n. 1829 - Düsseldorf, † 1898)

## Poeti(1)
- Marc Smith, poeta statunitense (Chicago, n. 1949)

## Politici(8)
- Marc Angel, politico lussemburghese (Lussemburgo, n. 1963)
- Marc Bazin, politico haitiano (Saint-Marc, n. 1932 - Port-au-Prince, † 2010)
- Marc Botenga, politico belga (Bruxelles, n. 1980)
- Marc Racicot, politico e avvocato statunitense (Thompson Falls, n. 1948)
- Marc Ravalomanana, politico malgascio (Imerikasina, n. 1949)
- Marc Tarabella, politico belga (Ougrée, n. 1963)
- Marc Guillaume Alexis Vadier, politico e rivoluzionario francese (Pamiers, n. 1736 - Bruxelles, † 1828)
- Marc Veasey, politico statunitense (Fort Worth, n. 1971)

## Presbiteri(1)
- François Duilhé de Saint-Projet, presbitero e poeta francese (Tolosa, n. 1822 - Tolosa, † 1897)

## Produttori cinematografici(3)
- Marc Abraham, produttore cinematografico, regista e sceneggiatore statunitense (Louisville, n. 1949)
- Marc Dorcel, produttore cinematografico e regista francese (Parigi, n. 1934)
- Marc Platt, produttore cinematografico, produttore teatrale e produttore televisivo statunitense (Pikesville, n. 1957)

## Produttori discografici(1)
- Marc Zermati, produttore discografico francese (Algeri, n. 1945 - Bailleul-la-Vallée, † 2020)

## Produttori televisivi(1)
- Marc Cherry, produttore televisivo e scrittore statunitense (Long Beach, n. 1962)

## Rabbini(1)
- Marc Angel, rabbino statunitense (Seattle, n. 1945)

## Registi(12)
- Marc Allégret, regista e sceneggiatore francese (Basilea, n. 1900 - Parigi, † 1973)
- Marc Buckland, regista e produttore televisivo statunitense
- Marc Caro, regista, sceneggiatore e disegnatore francese (Nantes, n. 1956)
- Marc Evans, regista e sceneggiatore britannico (Cardiff, n. 1963)
- Marc Forster, regista tedesco (Illertissen, n. 1969)
- Marc Jobst, regista britannico (Harare, n. 1961)
- Marc Levin, regista, sceneggiatore e direttore della fotografia statunitense (n. 1951)
- Marc Munden, regista britannico (Londra)
- Marc Rothemund, regista, sceneggiatore e produttore cinematografico tedesco (Monaco di Baviera, n. 1968)
- Marc Silver, regista, direttore della fotografia e sceneggiatore britannico (Londra, n. 1977)
- Marc Simenon, regista e sceneggiatore francese (Bruxelles, n. 1939 - Parigi, † 1999)
- Marc Webb, regista e produttore televisivo statunitense (Bloomington, n. 1974)

## Rivoluzionari(1)
- Marc Caussidière, rivoluzionario francese (Ginevra, n. 1808 - Parigi, † 1861)

## Rugbisti a 13(1)
- Marc Ellis, rugbista a 13, rugbista a 15 e imprenditore neozelandese (Wellington, n. 1971)

## Rugbisti a 15(6)
- Marc Andrieu, ex rugbista a 15, allenatore di rugby a 15 e dirigente sportivo francese (Carmaux, n. 1959)
- Marc Cécillon, ex rugbista a 15 e allenatore di rugby a 15 francese (Bourgoin, n. 1959)
- Marc Dal Maso, ex rugbista a 15 e allenatore di rugby a 15 francese (Escalans, n. 1967)
- Marc Delpoux, ex rugbista a 15, allenatore di rugby a 15 e dirigente sportivo francese (n. 1963)
- Marc Lièvremont, ex rugbista a 15 e allenatore di rugby a 15 francese (Dakar, n. 1968)
- Marc de Rougemont, ex rugbista a 15 francese (Aubagne, n. 1972)

## Saggisti(1)
- Marc Luyckx Ghisi, saggista belga (Lovanio, n. 1942)

## Scacchisti(1)
- Marc T. Arnold, scacchista statunitense (New York, n. 1992)

## Sceneggiatori(4)
- Marc Guggenheim, sceneggiatore e produttore televisivo statunitense (Long Island, n. 1970)
- Marc Lawrence, sceneggiatore, regista e produttore cinematografico statunitense (New York, n. 1959)
- Marc Norman, sceneggiatore, scrittore e regista statunitense (Los Angeles, n. 1941)
- Marc Wilmore, sceneggiatore, autore televisivo e attore statunitense (San Bernardino, n. 1963 - Pomona, † 2021)

## Schermidori(4)
- Marc Cerboni, schermidore francese (Nizza, n. 1955 - Saint-Étienne-de-Tinée, † 1990)
- Marc Lavoie, ex schermidore e economista canadese (Ottawa, n. 1954)
- Marc Perrodon, schermidore francese (Vendôme, n. 1878 - Beauvais, † 1939)
- Marc Pichon, schermidore belga (n. 1977)

## Sciatori alpini(9)
- Marc Berthod, ex sciatore alpino svizzero (Sankt Moritz, n. 1983)
- Marc Bottollier-Lasquin, ex sciatore alpino francese (Annecy, n. 1979)
- Marc Digruber, ex sciatore alpino austriaco (n. 1988)
- Marc Gini, ex sciatore alpino svizzero (Castasegna, n. 1984)
- Marc Girardelli, ex sciatore alpino austriaco (Lustenau, n. 1963)
- Marc Gisin, ex sciatore alpino svizzero (Visp, n. 1988)
- Marc Kühni, ex sciatore alpino svizzero (n. 1976)
- Marc Oliveras, ex sciatore alpino e sciatore freestyle andorrano (Barcellona, n. 1991)
- Marc Rochat, sciatore alpino svizzero (Losanna, n. 1992)

## Sciatori freestyle(1)
- Marc Bischofberger, sciatore freestyle svizzero (n. 1991)

## Scrittori(14)
- Marc Alpozzo, scrittore francese (New York, n. 1969)
- Marc Bédarride, scrittore francese (Caivillon, n. 1776 - † 1846)
- Marc Behm, scrittore, sceneggiatore e attore statunitense (Trenton, n. 1925 - Fort-Mahon-Plage, † 2007)
- Marc Chadourne, scrittore francese (Brive-la-Gaillarde, n. 1895 - Cagnes-sur-Mer, † 1975)
- Marc Delmas, scrittore francese (San Quintino, n. 1885 - Parigi, † 1931)
- Marc Dugain, scrittore, regista e sceneggiatore francese (Dakar, n. 1957)
- Marc Edmund Jones, scrittore, sceneggiatore e astrologo statunitense (Saint Louis, n. 1888 - Stanwood, † 1980)
- Marc Laidlaw, scrittore e autore di videogiochi statunitense (n. 1960)
- Marc Lambron, scrittore, funzionario e critico letterario francese (Lione, n. 1957)
- Marc Levy, scrittore e imprenditore francese (Boulogne-Billancourt, n. 1961)
- Marc Olden, scrittore statunitense (Baltimora, n. 1933 - New York, † 2003)
- Marc Prensky, scrittore statunitense (New York, n. 1946)
- Marc Sautet, scrittore, filosofo e insegnante francese (Champigny-sur-Marne, n. 1947 - Parigi, † 1998)
- Marc Segar, scrittore britannico (n. 1974 - † 1997)

## Scultori(1)
- Marc Didou, scultore francese (Brest, n. 1963)

## Snowboarder(1)
- Marc Hofer, snowboarder italiano (Val Passiria, n. 1997)

## Sollevatori(1)
- Marc Huster, ex sollevatore e telecronista sportivo tedesco (Altdöbern, n. 1970)

## Stilisti(2)
- Marc Bohan, stilista francese (Parigi, n. 1926 - † 2023)
- Marc Jacobs, stilista statunitense (New York, n. 1963)

## Storici(2)
- Marc Bloch, storico, militare e partigiano francese (Lione, n. 1886 - Saint-Didier-de-Formans, † 1944)
- Marc Lazar, storico e sociologo francese (Parigi, n. 1952)

## Storici della letteratura(1)
- Marc Fumaroli, storico della letteratura francese (Marsiglia, n. 1932 - Parigi, † 2020)

## Telecronisti sportivi(1)
- Marc Gené, telecronista sportivo e ex pilota automobilistico spagnolo (Sabadell, n. 1974)

## Tennisti(4)
- Marc Flur, ex tennista statunitense (Poughkeepsie, n. 1962)
- Marc McCarroll, tennista britannico (Harrow, n. 1985)
- Marc Polmans, tennista australiano (Amanzimtoti, n. 1997)
- Marc Rosset, ex tennista svizzero (Ginevra, n. 1970)

## Teologi(1)
- Marc Vervenne, teologo belga (Ypres, n. 1949)

## Triatleti(1)
- Marc Austin, triatleta britannico (n. 1994)

## Truccatori(1)
- Marc Pilcher, truccatore e parrucchiere britannico (Chatham, n. 1967 - Londra, † 2021)

## Velisti(1)
- Marc Jousset, velista francese

## Velocisti(4)
- Marc Blume, ex velocista tedesco (Lüdinghausen, n. 1973)
- Marc Burns, velocista trinidadiano (Port of Spain, n. 1983)
- Marc Macédot, velocista francese (Garges-lès-Gonesse, n. 1988)
- Marc Raquil, velocista francese (Créteil, n. 1977)

## Vescovi cattolici(2)
- Marc Beaumont, vescovo cattolico francese (Cambrai, n. 1961)
- Marc Stenger, vescovo cattolico francese (Phalsbourg, n. 1946)

## Wrestler(3)
- Stu Grayson, wrestler canadese (Victoriaville, n. 1989)
- Muhammad Hassan, ex wrestler statunitense (Syracuse, n. 1980)
- Marc Mero, ex wrestler statunitense (Buffalo, n. 1960)

## Senza attività specificata(1)
- Marc Jornet Sanz, spagnolo (Alzira, n. 1994)